# Pardosa luctinosa
Pardosa luctinosa este o specie de păianjeni din genul Pardosa, familia Lycosidae, descrisă de Simon, 1876.

## Subspecii
Această specie cuprinde următoarele subspecii:
- P. l. etsinensis
- P. l. marina